# Catharinapolder
De Catharinapolder is een polder die behoort tot de Polders tussen Hulst en Appelzak, ten zuidoosten van Zaamslag in de Nederlandse provincie Zeeland.
Deze polder is ontstaan uit aanwassen in het restant van het Hellegat, die na de afdamming ervan in 1789 aangroeiden. In 1843 werd een aanvraag tot inpoldering van deze schorren ingediend, die eigendom waren van de Burgerlijke Godshuizen van de stad Gent.
Allereerst werd een dam in het Hellegat aangelegd, iets ten zuiden van Stoppeldijkveer. De polder kwam in 1846 gereed is is vernoemd naar Catharina Seydlitz, de dochter van een der opdrachtgevers. Tegen de dam lag het paviljoen, een voormalige directiewoning. In de polder vindt men de Catharinahof, de Catharinastraat en de Seydlitzstraat. Vanzelfsprekend was het scheepvaartverkeer van en naar Hulst nu niet meer mogelijk.